# Asociația Finlandeză de Fotbal
Asociația de Fotbal a Finlandei (finlandeză Suomen Palloliitto, abbr. SPL; suedeză Finlands Bollförbund) este forul conducător al fotbalului în Finlanda. A fost fondată în 1907, și are sediul central în capitala finlandeză, Helsinki.
La nivel local, fotbalul finlandez este administrat de următoarele autorități regionale ale SPL:
- Helsinki SPL (Helsingin piiri)
- Uusimaa SPL (Uudenmaan piiri)
- Kaakkois-Suomi SPL (Kaakkois-Suomen piiri)
- Itä-Suomi SPL (Itä-Suomen piiri)
- Keski-Suomi SPL (Keski-Suomen piiri)
- Pohjois-Suomi SPL (Pohjois-Suomen piiri)
- Keski-Pohjanmaa SPL (Keski-Pohjanmaan piiri)
- Vaasa SPL (Vaasan piiri)
- Satakunta SPL (Satakunnan piiri)
- Tampere SPL (Tampereen piiri)
- Turku SPL (Turun piiri)
- Ålands fotbollförbund